# София Магдалена фон Бриг
София Магдалена фон Бриг (на немски: Sofia Magdalena von Brieg; * 14 юни 1624, Бриг; † 8 април 1660, Олау) от клон Лигница на рода на Силезийските Пясти, е херцогиня от Силезия-Легница-Бриг (в Полша) и чрез женитба херцогиня на Мюнстерберг-Оелс в Силезия.

## Живот
Тя е най-малката дъщеря на херцог Йохан Кристиан фон Бриг (1591 – 1639) и първата му съпруга Доротея Сибила фон Бранденбург (1590 – 1625), дъщеря на курфюрст Йохан Георг фон Бранденбург (1525 – 1598) и третата му съпруга Елизабет фон Анхалт (1563 – 1607). Баща ѝ Йохан Кристиан се жени втори път на 13 септември 1626 г. за 15-годишната Анна Хедвиг фон Зицш (1611 – 1639).
София Магдалена се омъжва на 2 декември 1642 г. във Вроцлав за херцог Карл Фридрих I Оелс (* 18 октомври 1593; † 31 май 1647) от род Подебради, вдовец на принцеса Анна София фон Сакс-Алтенбург (1598 – 1641). Тя е втората му съпруга. Бракът е бездетен.